# Nora Attal
Nora Maria Attal  là người mẫu thời trang người Anh gốc Maroc. Cô đã lên trang bìa của tạp chí Vogue Anh và Vogue Ả Rập tháng 9. Kể từ tháng 1 năm 2019, Attal được xếp hạng là một trong những mô hình "Top 50" theo mô hình.com.

## Sự nghiệp
Attal được phát hiện bởi nhiếp ảnh gia Jamie Hawkesworth tại trường của cô, người đang casting cho quảng cáo JW Anderson. Cô từng làm người mẫu cho Prada, Elie Saab, Acne Studios, Burberry, Loewe, Oscar de la Renta, Jason Wu, Stella McCartney, Nina Ricci, Chloé, Altuzarra, Céline, H & M, Prabal Gurung, Longchamp, Tommy Hilfiger, Mary Katrantzou, Topshop, Hermès, Roberto Cavalli, Michael Kors, Sonia Rykiel, Fendi, Chanel, Valentino, Dior, Versace và Alexander McQueen.
Năm 2016, models đã chọn cô là một "Người mới đến hàng đầu".